# 590 Tomyris
590 Tomyris је астероид главног астероидног појаса. Приближан пречник астероида је 39,87 ,
а средња удаљеност астероида од Сунца износи 3 астрономских јединица (АЈ).
Инклинација (нагиб) орбите у односу на раван еклиптике је 11,176 степени, а орбитални период износи 1898,859 дана (5,198 година). Ексцентрицитет орбите астероида износи 0,077.
Апсолутна магнитуда астероида износи 9,90 а геометријски албедо 0,121.
Астероид је откривен 4. марта 1906. године.